# 李九烈
李九烈（1853年—?），字又承，号柳村，福州驻防漢軍鑲藍旗人，清朝政治人物、同進士出身。
同治癸酉举人，光緒二十年（1894年），参加光緒甲午科殿試，登進士三甲126名。同年五月，著交吏部掣签分发各省，以知县即用。